# Wilsberg: Wilsberg und der Mord ohne Leiche
Wilsberg und der Mord ohne Leiche ist die vierte Folge der Fernsehfilmreihe Wilsberg. Die Erstausstrahlung erfolgte am 3. Februar 2001 beim ZDF. Regie führte Dennis Satin, das Drehbuch wurde von Jürgen Kehrer geschrieben.

## Handlung
Wilsberg wird von Herrn Manstetten von der Münsterschen Versicherung AG beauftragt, Herbert Schering, den Besitzer einer im Münsteraner Hafen ansässigen Autowerkstatt, zu beschatten. Dieser wird verdächtigt, nächtliche Überfälle auf die auf seinem Hof abgestellten Autos seiner Klienten vorzutäuschen, um Kapital aus seiner Vandalismusversicherung zu schlagen. Wilsberg leiht sich den Wagen seines ehemaligen Klassenkameraden und guten Freundes Manfred Höch und zerschlägt einen Frontscheinwerfer, um einen Unfall vorzutäuschen, dessen Sachschaden bei Schering repariert werden soll. Dabei muss Wilsberg feststellen, dass Schering entgegen der Vermutung seiner Versicherung auf den von ihm angebotenen Versicherungsbetrug nicht eingehen will. Wilsberg lernt auf dem Hof der Werkstatt Sigi Blisko, die Gastwirtin des Pier House, eines Restaurants am Hafen, kennen, die ihn mit zurück in die Stadt nimmt.
Höch, der beim Baudezernat Münster tätig und für das Genehmigungsverfahren des Hafenprojekts Kreativkai der Hafenbau GmbH zuständig ist, trifft sich unterdessen mit dem Architekten des Hafenprojektes Heiner Geisbach zu einem Pressetermin am Hafen.
Nachts überwacht Wilsberg den Hof des Automechanikers und beobachtet zwei Männer, die sich Zutritt zu dem Grundstück verschaffen, um Höchs Wagen sowie weitere Autos zu demolieren. Er folgt den beiden bis zum Büro des Architekten Geisbach, dessen Gebäude gerade von Sigi Blisko verlassen wird. Im Büro findet er Heiner Geisbach leblos auf dem Boden liegen und stellt fest, dass dieser tot ist. Daraufhin ruft er Kommissarin Anna Springer an und wird seinerseits hinterrücks niedergeschlagen. Als Kommissarin Springer am Tatort eintrifft, kann sich Wilsberg nicht daran erinnern, wer ihn niedergeschlagen hat. Zudem ist inzwischen Geisbachs Leiche verschwunden.
Manstetten entbindet Wilsberg von dessen Ermittlungsauftrag. Das macht den Privatermittler jedoch hellhörig, der inzwischen eine Intrige der Hafenbau GmbH gegen den Werkstattbesitzer vermutet, da Schering sein Grundstück nicht verkaufen will und somit der Umsetzung des Hafenprojektes im Wege steht.
Die mit einem Reifen, der aus Scherings Werkstatt entwendet worden ist, beschwerte Leiche des Architekten taucht im Hafenbecken wieder auf. Mit Höchs Hilfe gelingt es Wilsberg, sich Zugang zu geheimen Unterlagen des Hafenprojektes aus dem Tresor des Planungsdezernenten Tumbrink der Stadt Münster, der zugleich Höchs Vorgesetzter ist, zu verschaffen, aus denen die vermutete Zusammenarbeit der Versicherungsgesellschaft mit der Hafenbau GmbH hervorgeht.
Wilsbergs Ermittlungen ergeben, dass Scherings Tochter Katharina den Architekten Geisbach zu einem Treffen überreden konnte, bei dem sie den Architekten überzeugen wollte, auf Scherings Grundstück zu verzichten. Geisbach hingegen bestand auf der Einhaltung des Vertrags, zumal ihm der Anteil von Scherings getrennt lebender Frau bereits übertragen worden war. Dies wusste Katharina, weil sie das Dokument in Geisbachs Tresor gefunden hatte, als sie dort nach der Schuldüberschreibung ihres Vaters gesucht hatte. Nachdem Katharina den Architekten erdrosselt hatte, rief sie ihren Lebensgefährten an, damit dieser ihr helfe, den Toten verschwinden zu lassen. Dazu holten die beiden einen Pick-up aus der Werkstatt ihres Vaters, fuhren die Leiche zum Hafenbecken und beschwerten die Leiche mit dem Ersatzrad des Wagens.
Katharina sowie ihr Lebensgefährte werden von Kommissarin Springer festgenommen.

## Produktion

### Vorproduktion
Bei der Folge Wilsberg und der Mord ohne Leiche war es erstmals möglich, sich im Rahmen des Projektes eScript an der Entstehung des Drehbuchs zu beteiligen. An dem Drehbuch arbeitete das eScript-Team bestehend aus Tanja Dopieralski, Wolfgang Grundmann und Christoph Schykowski mit. Das Projekt eScript wurde 2001 mit dem Grimme Online Award ausgezeichnet, der in diesem Jahr zum ersten Mal vergeben wurde. Das Drehbuch der Folge Wilsberg: Letzter Ausweg Mord wurde 2002 im Rahmen des Projektes eScript sogar erstmals vollständig im Internet entwickelt, was eine Premiere für das deutsche Fernsehen darstellte.

### Dreharbeiten
Wilsberg und der Mord ohne Leiche wurde an 15 Drehorten in Münster und in der Umgebung gedreht. Dabei war eine 35-köpfige Filmcrew mit fünf Darstellern an zwölf Drehtagen in Münster zu Gast. Die Kosten für die Hotelunterbringung der Filmcrew belief sich in diesem Zeitraum auf 42.000 D-Mark, für die Schauspieler fielen im gleichen Zeitraum Hotelkosten in Höhe von 10.200 D-Mark an. Bei einem Spesensatz von 46 D-Mark pro Tag wurden weitere 22.080 D-Mark an die Mitwirkenden ausgezahlt. Weitere Kosten in Höhe von 5.000 D-Mark fielen für Komparsen an, während 15.000 D-Mark für Motivmieten und 3.000 D-Mark für Kraftstoff sowie Taxifahrten gezahlt wurden. Für Lebensmittel und Catering wurden 7.200 D-Mark ausgegeben, 1.000 D-Mark wurden für Büromieten gezahlt und 500 D-Mark standen für Telefonate zu Buche. Damit beliefen sich die Gesamtkosten der zwölftägigen Dreharbeiten in Münster und der Umgebung auf 105.980 D-Mark.
Es befinden sich diverse Drehorte im Stadtgebiet der Stadt Münster, die in dieser Folge 17-mal genannt wird. Im Intro des Films ist ein Gartencafé zu sehen, das für die Dreharbeiten an der Rückseite des fürstbischöflichen Schlosses in unmittelbarer Nähe zum botanischen Garten aufgebaut wurde. Es schließen sich Aufnahmen in der Frauenstraße an der Überwasserkirche an, die das Antiquariat Solder zeigen, das im Film das Antiquariat Wilsberg beherbergt. Anschließend sind Szenen zu sehen, die an der Rothenburg entstanden und im Hintergrund den Prinzipalmarkt zeigen. In den dortigen Gebäuden, in denen heute die Münster-Arkaden zu finden sind, ist die fiktive Münstersche Versicherung AG angesiedelt, aus deren Räumlichkeiten der St.-Paulus-Dom sowie der Stadthausturm zu sehen ist. Weiterhin wurde am Hafen Münster gedreht, der mit der Kulisse der Osmohallen, dem Wolfgang-Borchert-Theater sowie dem Flechtheimspeicher diente. In unmittelbarer Nähe entstanden Filmaufnahmen vom Dortmund-Ems-Kanal sowie Innenaufnahmen im Restaurant Pier House. Ebenso wurde die Leiche, die Wilsberg in einem Gebäude am Hafenweg 46 vorfindet, in dem sich das Café Wolters befindet, später ebenfalls im Hafenbecken des Münsteraner Hafens gefunden. Wie auch in der vorherigen Folge Wilsberg und die Tote im See ist Mannis Arbeitsplatz im Amtsgericht Münster zu finden, das im Film erneut das Rathaus der Stadt darstellt. Die Innenaufnahmen, die einen Paternosteraufzug zeigen, entstanden im Finanzamt für Steuerstrafsachen und Steuerfahndung in der Oberfinanzdirektion Münster am Hohenzollernring. Weiterhin werden Wilsberg und Sigi Blisko bei einem Spaziergang in der Kreuzstraße im Kuhviertel gezeigt, bei dem im Hintergrund die Überwasserkirche sowie das Blaue Haus, eine der ältesten Studentenkneipen Münsters, zu sehen sind. Von hier startet eine Verfolgungsjagd, die Wilsberg mit einem Müllfahrzeug an den Aasee zur goldenen Brücke führt, wo im Hintergrund das Firmengebäude der Westdeutschen Landesbausparkasse zu sehen ist. Im Bispinghof wurden wie bereits in der vorherigen Folge die Szenen gedreht, in der die Filmcrew für die Dreharbeiten das Polizeirevier einrichtete.
Das thematisierte Hafenprojekt Kreativkai wurde zum Zeitpunkt der Dreharbeiten tatsächlich von der Stadt Münster umgesetzt. Hierbei handelt es sich um eine Überführung des bisherigen industriell geprägten Nutzungskonzepts in eine mehrheitliche Nutzung durch Betriebe mit Gastronomie, Unterhaltung und Freizeitaktivitäten als primäre Ausrichtung.
In der Folge Wilsberg und der Mord ohne Leiche ist Ina Paule Klink erstmals in der Rolle der Alex Holtkamp zu sehen. Jürgen Kehrer ist in einem Cameo-Auftritt als einer der Besucher der Präsentation des Hafenbauprojektes zu sehen. Weiterhin ist Thomas Hackenberg in einem Cameo-Auftritt als Sascha Hülsmeier, dem Inhaber der Autovermietung Fuchs, zu sehen.
Der Running Gag „Bielefeld“ verweist in dieser Folge auf Wilsberg & Friends, eine Firma für Identity Consulting und Promotion mit Sitz in Bielefeld, als deren Geschäftsführer sich Wilsberg gegenüber einem im Pier House speisenden Gremium des Hafenprojekts ausgibt, das u. a. aus Frau Becker und Herrn Tombrink besteht.

### Ausstrahlung und Vermarktung
Wilsberg und der Mord ohne Leiche wurde am 3. Februar 2001 beim ZDF ausgestrahlt. Dabei erhielt die Serie aufgrund der hohen Einschaltquoten der vorherigen Folgen erstmals den prominenten Sendeplatz am Samstagabend zur Hauptsendezeit.
Am 3. September 2004 wurde die Folge zusammen mit der 3. Folge Wilsberg und die Tote im See zusammen von Polarfilm auf DVD mit FSK-12-Freigabe veröffentlicht. Die DVD enthält neben den beiden Hauptfilmen als Bonusmaterial ein Making-of sowie ein Porträt über die Stadt Münster.

## Rezeption

### Einschaltquoten
Die Folge Wilsberg und der Mord ohne Leiche sahen bei ihrer Erstausstrahlung im ZDF etwa 5,46 Millionen Zuschauer, was einem Marktanteil von rund 16,8 % entsprach. Damit wurden an diesem Samstagabend lediglich Wer wird Millionär und die Tagesschau von mehr Zuschauern als die Ausstrahlung der Wilsberg-Episode verfolgt.

### Kritik
Das Lexikon des internationalen Films urteilte, der Film sei ein „routinierter (Fernseh-)Serienkrimi“.
Die Redaktion von TV Spielfilm war der Meinung, der Film sei ein „gewiefter Krimi mit westfälischem Humor“, und lobte die „gewitzte Story, die durch lockere Sprüche amüsiert“.
Prisma vergab drei von fünf Sternen.